# Xã Clay, Quận Pike, Indiana
Xã Clay (tiếng Anh: Clay Township) là một xã thuộc quận Pike, tiểu bang Indiana, Hoa Kỳ. Năm 2010, dân số của xã này là 349 người.